# Кабанов, Иван Григорьевич
Ива́н Григо́рьевич Каба́нов (22 января [3 февраля] 1898, село Усолье, Пермская губерния, Российская империя — 2 июля 1972, Москва, РСФСР) — советский государственный деятель. Кандидат в члены Президиума ЦК КПСС (1952—1953), министр внешней торговли СССР (1953—1958). Лауреат Сталинской премии (1953).

## Биография

### До 1945 года
Родился в рабочей семье.
В 1911—1912 гг. — ученик слесаря ремесленного училища в Усолье, затем слесарь-машинист, слесарь-монтёр заводов в Усолье и Березниках Пермской губернии.
В 1916 г. призван в армию. В 1917 г. вступил в РСДРП(б), в 1918 г. — в Красную армию. Участник Гражданской войны (командир, комиссар, начальник политотдела ряда частей Восточного и Западного фронтов).
С 1922—1927 гг. — на партийной работе в Березниках и Сарапуле: секретарь ячейки РКП(6), член бюро районного комитета РКП(6), член бюро окружного комитета ВКП(б).
В 1923—1924 гг. учился в Уральской партийной школе.
Окончил Коммунистический университет имени Я. М. Свердлова (1928) и Государственный электромашиностроительный институт имени Каган-Шабшая (1931).
С 1931 г. — директор Штеровской электростанции (Донбасс). С 1932 г. — в системе Наркомтяжпрома, затем на инженерно-технических должностях на заводе «Динамо» (Москва): инженер, начальник технического отдела.
С сентября 1937 г. народный комиссар коммунального хозяйства РСФСР, с марта 1938 г. — заместитель председателя СНК РСФСР.
В августе 1938 г. назначен наркомом пищевой промышленности СССР, однако уже 19 января 1939 г. переведён старшим инженером лаборатории на завод «Динамо», с января 1940 г. — главный инженер, а с ноября 1940 г. — директор завода.
С июня 1941 г. — первый заместитель наркома, с августа 1941 г. — нарком электропромышленности СССР. Во время Великой Отечественной войны руководил эвакуацией оборудования, строительством новых энергетических мощностей.
С 1943 года член Совета по радиолокации при ГКО.

### После войны
В 1945 году привлечён к работам в атомном проекте СССР: в рамках ПГУ для разработки технологии обогащения урана электромагнитным способом было создано СКБ при заводе «Электросила» (проект постановления о создании СКБ готовили руководитель проекта Б. Л. Ванников, И. Г. Кабанов и представитель Госплана Н. А. Борисов). После доработки документ вышел в виде Постановления СНК СССР от 27 декабря 1945 года № 3176-964сс «Об организации Особого конструкторского бюро по проектированию электромагнитных преобразователей при заводе „Электросила“ Наркомэлектропрома».
В том же 1945 году вошёл в состав комиссии под руководством члена Государственного комитета обороны А. И. Микояна: председатель Госплана СССР Н. А. Вознесенский, И. Г. Кабанов, руководитель ПГУ Б. Л. Ванников, заместитель наркома внутренних дел А. П. Завенягин, заместитель председателя Госплана СССР Н. А. Борисов.
Комиссии было поручено курировать обеспечение ногинского завода № 12 (современное ОАО «Машиностроительный завод», Электросталь) оборудованием для плавки урановой руды. Этот завод был обеспечен вакуумными высокочастотными электропечами советского производства, за счет вывоза из Германии и закупки по импорту, в этих печах выплавлялись урановые стержни для реактора Ф-1.
В марте 1946 — апреле 1951 гг. — министр электропромышленности СССР.
С апреля 1951 г. — первый заместитель председателя, с октября 1952 г. — председатель Государственного комитета по материально-техническому снабжению народного хозяйства (Госснаб).
В марте 1953 г. Госснаб вошёл в состав Госплана СССР, а Кабанов был выведен из состава Президиума ЦК КПСС и перемещён на пост первого заместителя министра внутренней и внешней торговли СССР.
В 1953—1958 гг. — министр внешней торговли СССР, в 1958—1962 гг. — заместитель председателя Комиссии Президиума Совета Министров СССР по внешнеэкономической деятельности — Министр СССР.
Член ЦК КПСС (1952—1961). Кандидат в члены Президиума ЦК КПСС (1952—1953). Депутат Верховного Совета СССР 2-го (1946—1950) и 4—5-го (1954—1962) созывов.
С мая 1962 г. персональный пенсионер союзного значения.
Похоронен в Москве на Новодевичьем кладбище.

## Награды и звания
- Лауреат Сталинской премии I степени (1953) за разработку и внедрение в промышленность электромагнитного метода разделения изотопов и получение этим методом лития-6[3][4].
- Награждён четырьмя орденами Ленина, орденом Трудового Красного Знамени.